# Cathédrale Saint-Ours-et-Saint-Victor de Soleure
La cathédrale Saint-Ours-et-Saint-Victor est un édifice datant de 1762-1773 situé à Soleure en Suisse et dédiée à deux martyrs thébains, les saints Ours et Victor de Soleure.

## Histoire
L'église est implantée sur le site d'un lieu de culte attesté dès 870 et alors déjà consacré à saint Ours. Une communauté de chanoines a pris en charge les pèlerins affluant au Moyen Âge. Dès le XIIIe siècle en tout cas, la collégiale revendique la reine Berthe comme sa fondatrice. Le culte des martyrs thébains y est vigoureusement promu à Soleure, et stimulé par la découverte de nouveaux ossements célébrés notamment en 1473 à l'occasion de la construction de la chapelle Saint-Pierre, et en 1519 lors de la reconstruction du maître-autel de Saint-Ours.   

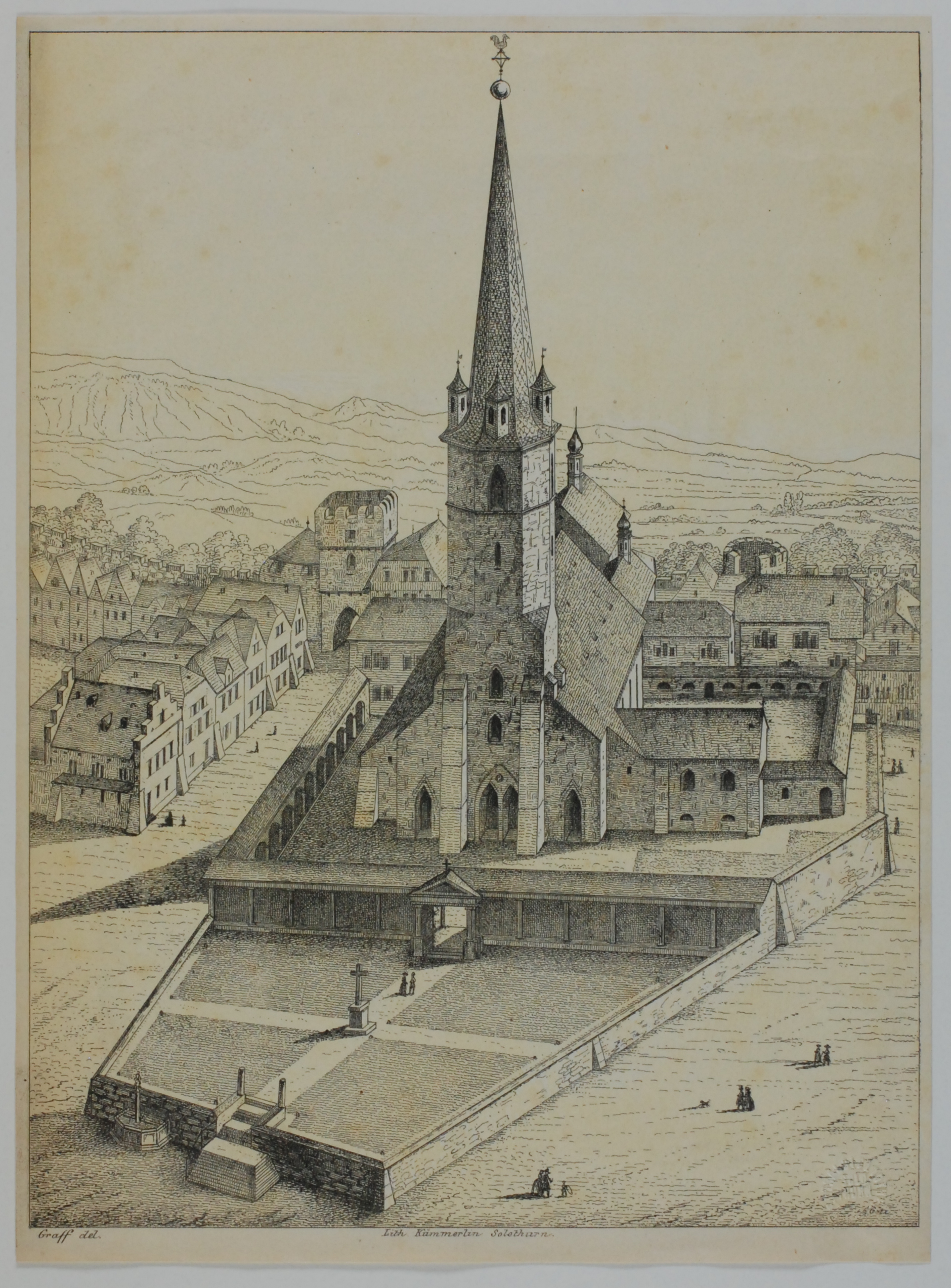
L'ancienne église (Zentralbibliothek Solothurn).

L'ancienne église, édifice gothique bien attesté par les sources et par l'iconographie, est très délabrée au milieu du XVIIIe siècle. Elle est démolie en 1761-1768.
L'église actuelle, datée 1769 en façade, est un chef-d’œuvre d'architecture classique élevé sur les plans de Gaetano Matteo Pisoni, et achevé sous la direction de son neveu Paolo Antonio Pisoni. Chaire monumentale en marbres multicolores réalisée en 1772 selon les dessins de ce dernier par le marbrier veveysan Jean-François Doret.
L'église a été élevée au rang de cathédrale en 1828, lors de l'institution du nouvel évêché de Bâle.
- Plan 1856.

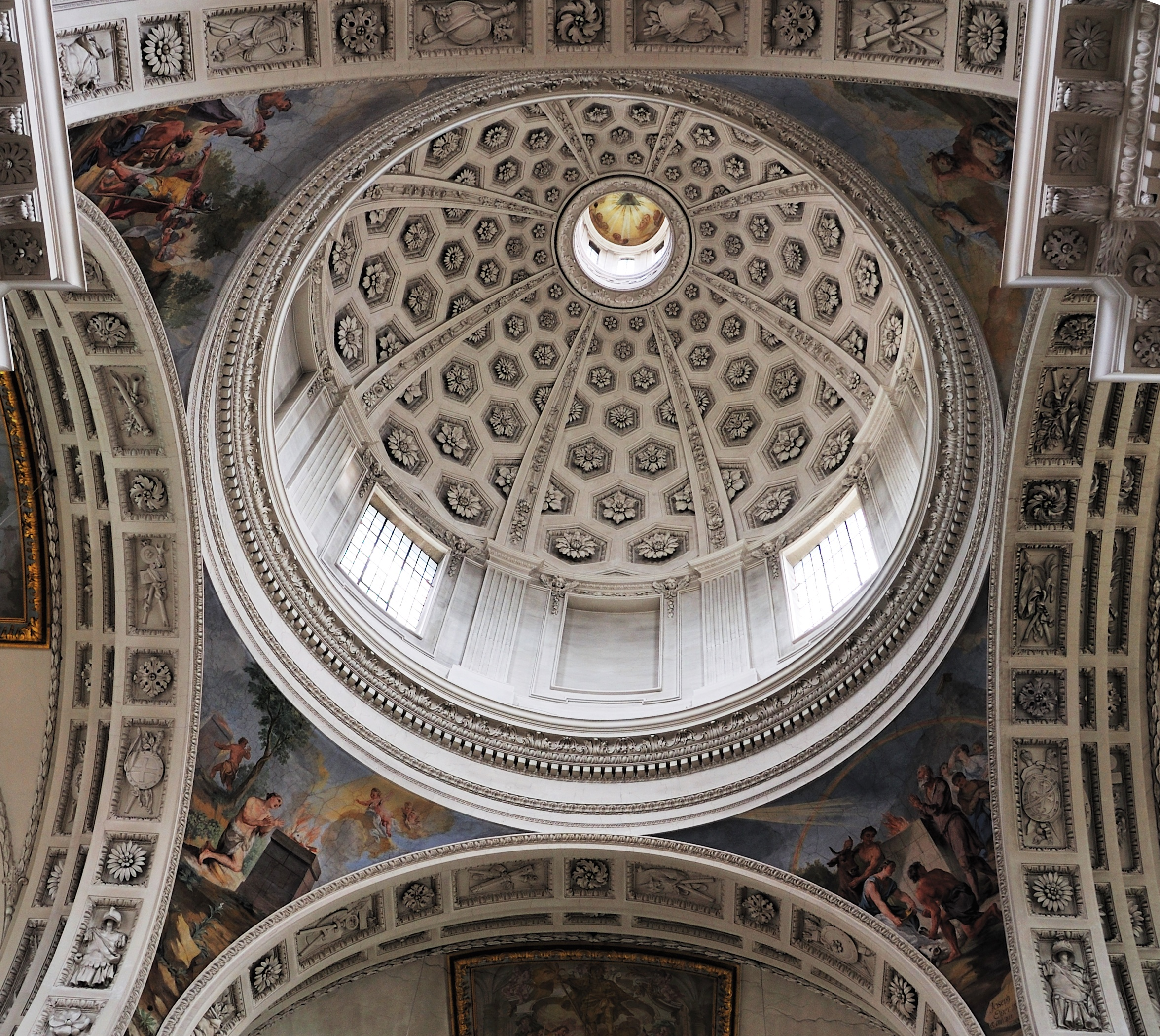
La coupole.
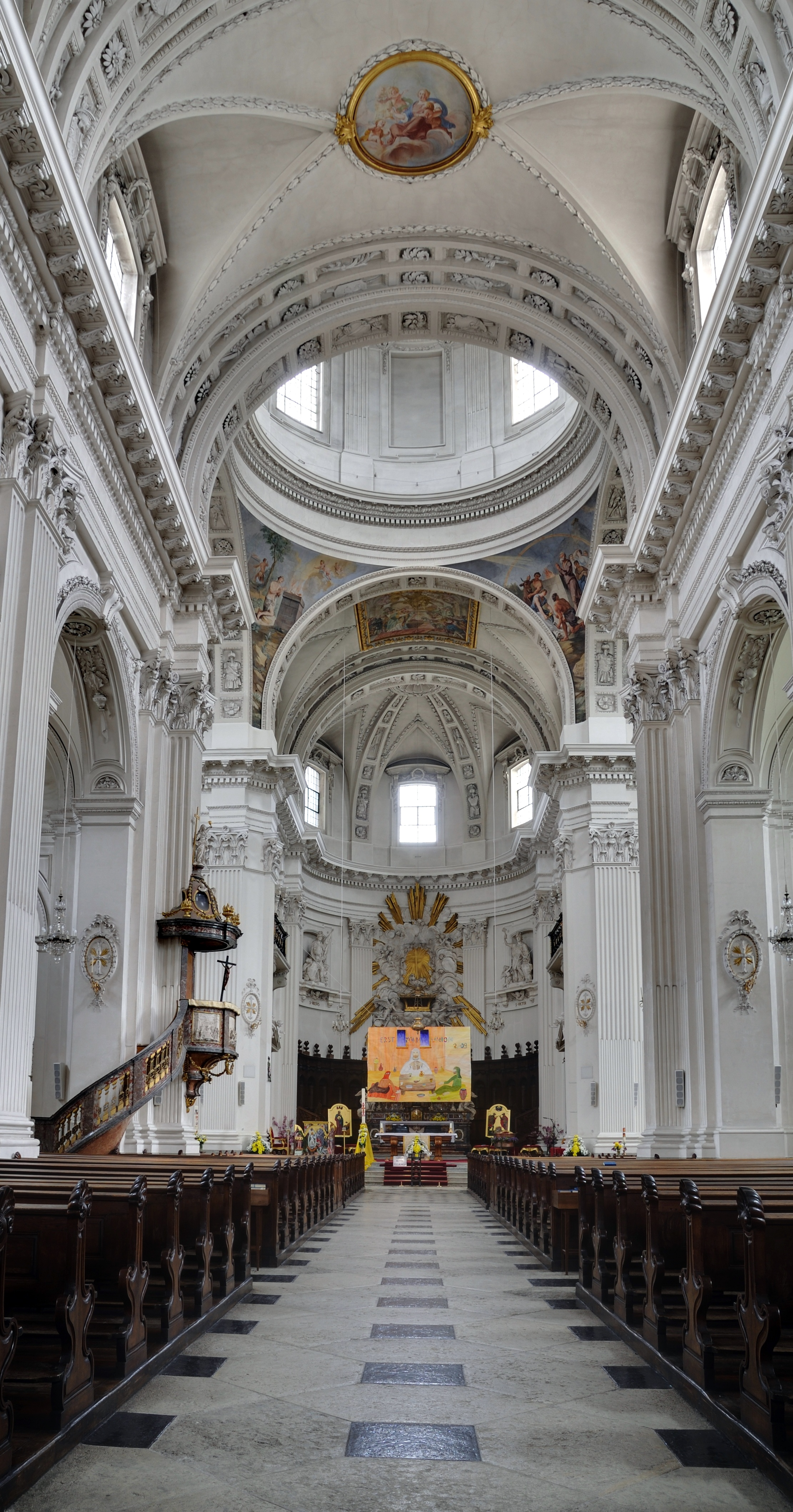
Vue vers le chœur.
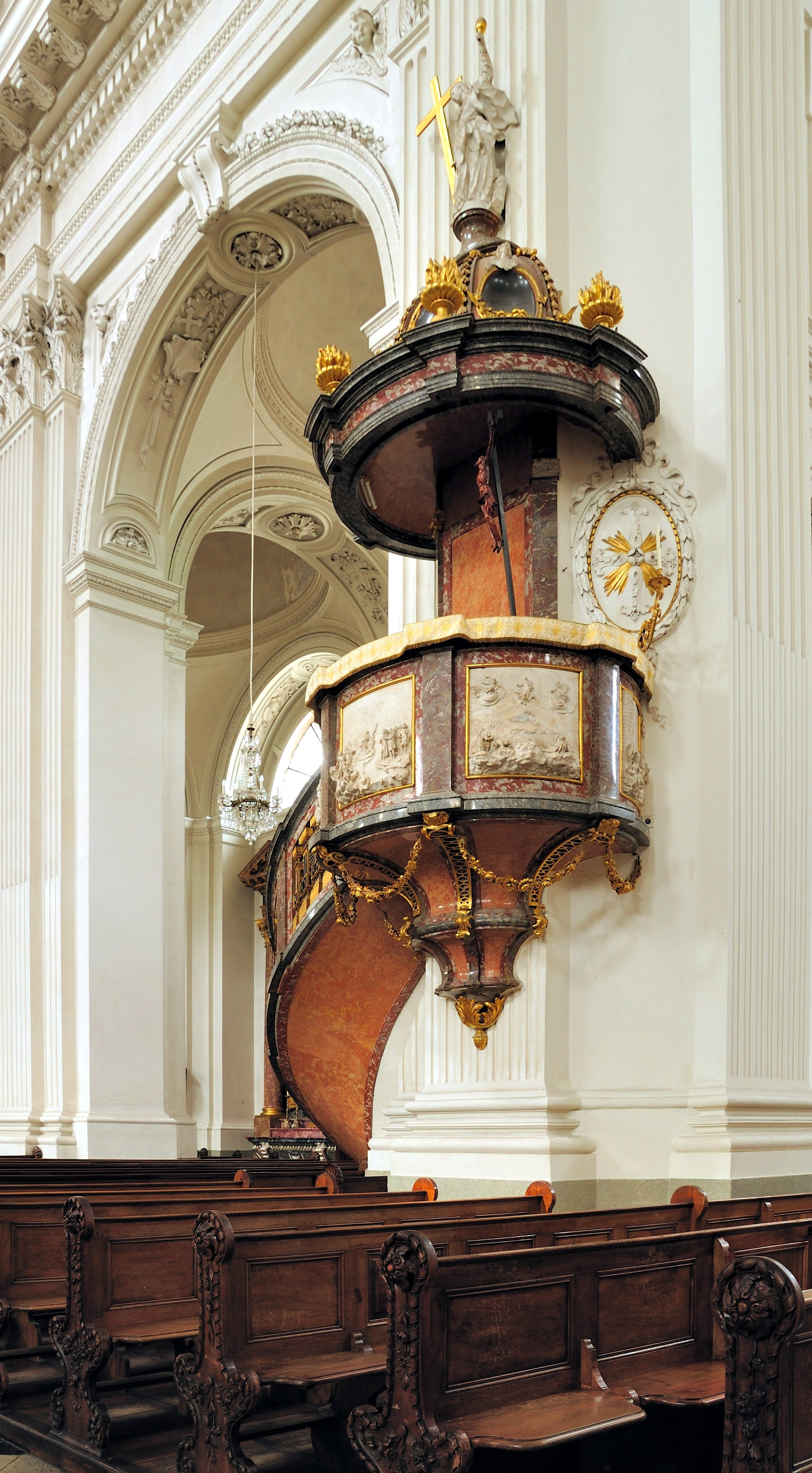
La chaire.